# Platyrrhinus lineatus
Il vampiro dalle strisce bianche (Platyrrhinus lineatus E.Geoffroy, 1810) è un pipistrello della famiglia dei Fillostomidi diffuso nell'America meridionale.

## Descrizione

### Dimensioni
Pipistrello di piccole dimensioni, con la lunghezza totale tra 60 e 78 mm, la lunghezza dell'avambraccio tra 46 e 48 mm, la lunghezza del piede tra 10 e 11 mm, la lunghezza delle orecchie tra 15 e 22 mm e un peso fino a 28 g.

### Aspetto
La pelliccia è di lunghezza media e con i singoli peli tricolori. Le parti dorsali variano dal marrone chiaro al bruno-nerastro, con una larga striscia dorsale bianca che si estende dalla zona tra le spalle fino alla groppa, mentre le parti ventrali sono marroni chiare. Il muso è corto e largo. La foglia nasale è ben sviluppata e lanceolata. Due strisce bianche sono presenti su ogni lato del viso, la prima si estende dall'angolo esterno della foglia nasale fino a dietro l'orecchio, mentre la seconda parte dell'angolo posteriore della bocca e termina alla base del padiglione auricolare. Una lunga vibrissa è presente su ogni guancia. Le orecchie sono larghe, triangolari, ampiamente separate, con i bordi giallastri e con diverse pieghe poco marcate sulla superficie interna. Il trago è piccolo, appuntito e giallastro. Le ali sono attaccate posteriormente alla base dell'alluce. I piedi sono ricoperti di peli densi e lunghi. È privo di coda. L'uropatagio è ridotto ad una sottile membrana lungo la parte interna degli arti inferiori, con il margine libero densamente frangiato e a forma di U rovesciata. Il calcar è corto.

## Biologia

### Comportamento
Si rifugia in piccoli gruppi all'interno di foglie arrotolate e nelle grotte. I maschi formano harem con 7-15 femmine.

### Alimentazione
Si nutre di frutta, qualche insetto, nettare, polline e foglie.

### Riproduzione
Danno alla luce un piccolo alla volta due volte l'anno.

## Distribuzione e habitat
Questa specie è diffusa in America meridionale dalla Colombia all'Uruguay settentrionale e Argentina nord-orientale, eccetto gran parte del Bacino amazzonico.
Vive nelle foreste, nel caatinga e nel cerrado.

## Tassonomia
Sono state riconosciute 2 sottospecie:
- P.l.lineatus: Colombia centrale, Venezuela e Suriname nord-occidentali, gran parte del Brasile eccetto il Bacino amazzonico, Paraguay, Uruguay settentrionale e Argentina nord-orientale.
- P.l.nigellus (Gardner & Carter, 1972): regioni andine della Colombia settentrionale e sud-occidentale, Ecuador centrale, Perù occidentale, Bolivia nord-occidentale e centrale.

## Conservazione
La IUCN Red List, considerato il vasto areale, la popolazione presumibilmente numerosa, la presenza in diverse aree protette e la tolleranza alle modifiche ambientali, classifica P.lineatus come specie a rischio minimo (Least Concern)).

La CITES ha inserito questa specie nell'appendice III.